# 興津和幸
興津和幸（日语：／ Okitsu Kazuyuki，1980年3月8日—），日本男性配音員。2006年10月時隸屬於RME，在2007年5月後隸屬於Kekke Corporation。出身於兵库县淡路島。畢業於兵庫縣立洲本高等學校、大阪藝術大學藝術學部放送學科。

## 經歷
- 2002年3月時從大阪藝術大學畢業。
- 2007年5月時從RME換到Kekke Corporation。

## 人物
- 很喜歡吃咖哩。

## 演出作品

### 電視動畫
2007年
- 銀魂（攘夷志士、龜宮）
- CLANNAD（男學生、親衛隊）
- 鐵子之旅（沿線的人們）
- 火影忍者疾風傳（暗部の男）
- 魔人偵探腦嚙涅羅（男子B、跟班D）
- 萌單（射擊攤販的學生）

2008年
- 黑執事（謝爾父 (文森・凡多姆海伍)、教祖）
- TIGER×DRAGON！（能登久光、路人B）
- 地獄少女 三鼎(男老師)(第7話)
- 圖書館戰爭（橫田、部下、刑警、政治評論家）
- 十字架與吸血鬼（伊予的座敷童子）
- 交響情人夢（提歐、參加人A、喇叭演奏人）

2009年
- 科學超電磁砲（警備部隊員、銀行強盜）
- 奇奇的異想世界（貓咪2、百元商店店員、公司職員1）
- 初戀限定。（男性客）
- NEEDLESS（乾、多田、アガトール）
- 遊戲王5D's（雷歐）
- 發現 體驗 喜歡！可愛巧虎島
- 簡單易懂的現代魔法（加魯魯·克里斯多巴特、路人A）
- 戰鬥陀螺 鋼鐵奇兵（容貌獵人C、爆炸陀螺玩家C、職員B、陀螺玩家A、路易斯 等）
- 戰國BASARA 貳（赤川元保、織田兵、伊達兵、家臣）

2010年
- 無法掙脫的背叛（晚輩刑警、新人刑警）
- 大小姐×執事！（日野秋晴）
- 無頭騎士異聞錄 DuRaRaRa!!（酒保、男子學生）
- 聖痕鍊金士（藤臣弼）
- 閃光的夜襲（愛新覺羅溥儀 他）
- 每日媽媽（少年們、田哥哥）
- 野狼大神（男學生A）
- 四疊半神話大系（海膽店老闆）
- 嬌蠻貓娘大橫行！（哥哥、男學生B、男學生）
- 學生會長是女僕！（權田、宇津見遊大、男子A、こぅ（藪煌真）、劍道社社員、男子A）
- 更多！出包王女（賞金獵人A〈提格〉）
- 屍鬼（室井靜信）
- 戰國BASARA貳（赤川元保）
- 爆漫王。（鈴木元、墨鏡小子的父親、金成圭）

2011年
- 靈異E接觸（東尾）
- 放浪男孩（男子學生A）
- 緋彈的亞莉亞（合成聲音）
- 花開物語（小松晴彥、生存遊戲玩家C、計程車司機、主持人、皐月的同事 等）
- BLEACH（隊員）
- 我們仍未知道那天所看見的花名。（男A、男子學生、學生）
- 神的記事本（寺岡智）
- 爆漫王。2（工作人員、上班族、年輕人、金成圭）
- 最後流亡-銀翼的飛夢-（盧梭尼亞·赫弗斯）
- 便·當（狼C、部員C、二階堂連）

2012年
- 爆漫王。2（折原一力）
- 足球騎士（男學生A）
- 最強學生會長（日向一年生）
- SKET DANCE（垣内仁）
- TARI TARI（逃走犯）
- 爆漫王。3（折原一力、金成圭）
- JoJo的奇妙冒險（喬納森·喬斯達）
- 只要妳說妳愛我（上班族）

2013年
- 高鐵英雄（薩姆）
- 宇宙兄弟（瑞克·透納）
- 兄弟鬥爭（朝日奈雅臣）
- Free!（田徑社社長）
- 現視研 第二代（斑目晴信）
- 魔界王子 devils and realist（阿列斯特·克洛斯比）
- 蒼藍鋼鐵戰艦（千早群像）
- 閃電十一人GO 銀河（伽達雷斯·巴藍）
- 團地友夫（學長）

2014年
- 鋼彈創鬥者TRY（阪井湊）
- 魔奇少年 The Kingdom of Magic（比歐倫、關鳴鳳）
- 魔女的使命（深影恭一郎）
- 諸神的惡作劇（草薙學）
- 龍孃七七七埋藏的寶藏（唯我一心）
- 白銀的意志 ARGEVOLLEN（奧井·勝）
- 鋼彈桑（加爾瑪）
- 信長協奏曲（池田恒興）
- 魔彈之王與戰姬（盧里克）
- 棺姬嘉依卡 AVENGING BATTLE（基里爾·塔特拉47）
- 四月是你的謊言（齊藤）
- 黑色子彈（天童和光）
- 黒執事 Book of Circus（文森・凡多姆海伍）

2015年
- SHIROBAKO（舞茸蘑菇、三村、作曲家經紀人、百瀨〈回想〉、瑞奇、中林）
- 新妹魔王的契約者（雷歐哈特）
- ALDNOAH.ZERO 第2季（亞科伊姆）
- The Rolling Girls（席多）
- 聖劍使的禁咒詠唱（親信）
- Go！Princess 光之美少女（海藤渡）
- 在地下城尋求邂逅是否搞錯了什麼（鹿島·櫻花）
- 銀魂°（猿飛菖男）
- 我老婆是學生會長！（和泉隼斗）
- 青春×機關槍（綠永將）
- GATE 奇幻自衛隊 在彼方的土地，如斯的戰鬥（菅原浩治）
- Charlotte（友利一希）
- OVERLORD（彼得·莫克）
- 監獄學園（安堂麗治／安德雷）
- K RETURN OF KINGS（比水流）[1]
- 高校星歌劇（戌峰誠士郎）
- 新妹魔王的契約者 BURST（雷歐哈特）
- 名侦探柯南（彦根一真 #797）
- 青春×機關槍 特別篇「這是野獸們的戰場！」（綠永將）

2016年
- GATE 奇幻自衛隊 在彼方的土地，如斯的戰鬥 第2期（菅原浩治）
- 舞武器·舞亂伎（石蕗秋人）
- 蒼之彼方的四重奏（真藤一成）
- 莉露莉露妖精～妖精之門～（加納利老師、天狼、三太／聖誕老人）
- 熊巫女（雨宿良夫）
- 線上遊戲的老婆不可能是女生？（LON／syoko）
- 田中君總是如此慵懶（志村）
- 烙印勇士（賽路畢克）
- B-PROJECT～鼓動＊Ambitious～（大黑篤志）
- orange橘色奇蹟（萩田朔）
- OZMAFIA!!（キリエ）
- 半田君傳說（川藤鷹生[2]）
- Active Raid－機動強襲室第八課－ 2nd（淺沼）
- GUNDAM創鬥者TRY 島上熱戰（阪井湊）
- WWW.WORKING!!（田坂）
- 我老婆是學生會長！+！（和泉隼斗）
- 刀劍亂舞－花丸－（蜂須賀虎徹）
- 輕拍翻轉小魔女（TT-392）
- Lostorage incited WIXOSS（鳴海勝）

2017年
- TRICKSTER －來自江戶川亂步「少年偵探團」－（阿秀）
- 秋葉原之旅 -THE ANIMATION-（新倉升）
- 風夏（那智一矢）
- 小魔女學園（法蘭克）
- ACCA13區監察課（尼諾的父親）
- MARGINAL＃4 由KISS開始創造的Big Bang（綾小路秀麿）
- 高校星歌劇 第2期（戌峰誠士郎）
- 不要輸！！惡之軍團！（壽司店的店員）
- 櫻花任務（一志）
- 青春歌舞伎（鷹取屋）
- 烙印勇士 第2期（賽路畢克）
- ID-0（IDO[3]）
- 騎士&魔法（迪特里希·庫尼茲）
- 將國戡亂記（君士坦丁）
- 戰刻夜血（柿崎景家）
- 食戟之靈 餐之皿（相田肖恩）
- 大正小小（千家伊織）
- 奇諾之旅 -the Beautiful World- the Animated Series（夥伴[4]）

2018年
- IDOLiSH7 偶像星願（大神萬理[5]）
- 龍王的工作！（生石充）
- 一人之下 羅天大醮篇（王也）
- 爆肝工程師的異世界狂想曲（太守代理）
- 名侦探柯南（伴野真悟）
- 冷然之天秤（猿子基史[6]、上板星人）
- DEVILSLINE 惡魔戰線（朝海洋祐）
- 刀劍神域外傳 Gun Gale Online（M／阿僧祇豪志）
- 最終休止符 -無止境的螺旋物語-（精靈王）
- 奴隸區 The Animation（世田谷椿）
- 後街女孩（杉原和彥[7]）
- 工作細胞（杉樹花粉）
- Planet With（羊谷葉介[8]）
- 高分少女（宮尾光太郎[9]）
- 強風吹拂（岩倉雪彥〈雪〉[10]）
- 終將成為妳（市谷知雪）
- 寄宿學校的茱麗葉（凱特·西[11]、學生、男學生）
- 尤利西斯 貞德與鍊金騎士（貝德福德公[12]）
- 只要別西卜大小姐喜歡就好（摩洛[13]）
- 屁屁偵探（鷹爪小白）

2019年
- B-PROJECT～絕頂＊Emotion～（大黑篤志）
- 關於我轉生變成史萊姆這檔事（奧爾特斯）
- Fairy gone（喬納森·帕斯皮埃爾）
- 文豪Stray Dogs 第3期（サムネイル）
- 魔法水果籃（草摩羽鳥[14]）
- 皿三昧（タカ）
- 高校星歌劇 第3期（戌峰誠士郎）
- 女高中生的虛度日常（早稻田／佐渡正敬）
- 魔王陛下RETRY！（賓果）
- 在地下城尋求邂逅是否搞錯了什麼II（鹿島·櫻花）
- 炎炎消防隊（卡力姆·福拉姆[15]）
- 巴比倫（半田有吉）
- 偶像學園 on Parade！（美羽玉五郎）
- 毛球剛次郎（主持人）
- 我的英雄學院 第4期（胖胖橡膠）
- 高分少女II（宮尾光太郎、蛋蛋武士）

2020年
- number24（伊桑·泰勒）
- 掠奪者（達比）
- 異種族風俗娘評鑑指南（常駐龍套DT）
- 籃球少年王（小西學）
- 機獸戰記 狂野爆發 ZERO（傑克·拉蒙）
- 索瑪麗與森林之神（ハライソ）
- 淘氣貓2020：家有圓圓？！～我家的圓圓你知道嗎～（布魯的父親）
- 神之塔 -Tower of God-（伊文·艾德洛克）
- IDOLiSH7 偶像星願-Second BEAT!（大神萬理）
- 富豪刑事 Balance:UNLIMITED（修斯克）
- 夢夢貓（青井老師、小蕃茄DX、某人）
- 天晴爛漫！（賽斯·里奇·卡特[16]）
- 魔法水果籃 2nd Season（草摩羽鳥）
- 非槍人生NO GUNS LIFE（維克多·斯坦博格）
- 炎炎消防隊 貳之章（卡力姆·福拉姆）
- 噴嚏大魔王2020（新久保製作人）
- 闇影詩章（九鬼徒央）
- 排球少年！！TO THE TOP（大將優）
- 光之戰記 -ZUERST-（康拉德·威茲達姆）
- 成神之日（八咫烏朗）
- 半妖的夜叉姬（金禍）
- 在地下城尋求邂逅是否搞錯了什麼III（鹿島·櫻花）

2021年
- 轉生成蜘蛛又怎樣！（哈林斯·克沃德）
- SSSS.DYNAZENON（夢芽的爸爸）
- 卡片戰鬥!! 先導者 overDress（輕浮男）
- 刮掉鬍子的我與撿到的女高中生（吉田）
- 魔法水果籃 The Final（草摩羽鳥）
- 異世界魔王與召喚少女的奴隸魔術Ω（蓋巴爾特）
- 夢夢貓 Mix！（青井老師）
- 青梅竹馬絕對不會輸的戀愛喜劇（偵探）
- 如果究極進化的完全沉浸RPG比現實還更像垃圾遊戲的話（阿莫斯）
- IDOLiSH7 偶像星願-Third BEAT!（大神萬理）
- 暗夜第六感 2041（曾根崎道夫）
- 現實主義勇者的王國重建記（哈克亞·庫歐米）
- 海底小縱隊 （謝靈通）
- MUTEKING THE Dancing HERO（ヴィヴィ）
- 因為不是真正的夥伴而被逐出勇者隊伍，流落到邊境展開慢活人生（錫桑丹／畢伊）
- 86－不存在的戰區－（維蘭·埃倫弗里德）
- Muv-Luv Alternative（沙霧尚哉）
- 陰陽眼見子（聰）
- 無職轉生～到了異世界就拿出真本事～（路克·諾托斯·格雷拉特）

2022年
- 現實主義勇者的王國重建記（第2期）（哈克亞·庫歐米）
- CUE!（望月エイジ）
- 永遠的831（亞川芹）
- 失格紋的最強賢者（魔族）
- 愛在征服世界後（王子野隼人／藍色冰果）
- 名偵探柯南（團野大）
- 星光魔法（陽比野道人）
- 社畜想被幼女幽靈療癒。（黑道的若頭補佐）
- 青之蘆葦（義經健太[17]）
- 魔法使黎明期（勞爾）
- 森林裡的熊先生、冬眠中。（諾瓦）
- 繼母的拖油瓶是我的前女友（伊理戶峰秋[18]）
- 金裝的維爾梅～瀕臨留級的學生與最強災害掉入魔法世界～（シンオウジ・リューガ）
- 在地下城尋求邂逅是否搞錯了什麼IV（鹿島·櫻花）
- 聯盟空軍航空魔法音樂隊 光輝魔女（桑妮亞的父親）
- 新網球王子 U-17 世界盃（亞立山大·阿瑪迪斯[19]）
- 黑之召喚士（涅拉斯）
- 我的英雄學院 第6期（胖胖橡膠）
- 給不滅的你 Season2（桑戴爾）
- 呆萌酷男孩（四季爽太[20]）
- 因為是反派大小姐所以養了魔王（凱尼）
- 福星小子（鴉天狗）
- 忍之一時（IBORO）
- BLUE LOCK 藍色監獄（劍城斬鐵[21]）
- 菜鳥鍊金術師開店營業中（都仕·窩德）
- BLEACH 千年血戰篇（死神）
- 數碼寶貝幽靈遊戲（八爪魚獸）
- 闇影詩章F（九鬼徒央）

2023年
- 冰劍的魔術師將要統一世界（エリオット＝アークライト）
- Buddy Daddies 殺手奶爸（速水敦史）
- 不相信人類的冒險者們好像要去拯救世界（ベロッキオ）
- 我想成為影之強者！（哥德·金麥齊）
- 再得一勝！（南雲一心）
- TRIGUN STAMPEDE
- Sugar Apple Fairy Tale（埃里歐特·可林茲[22]）
- 總之就是很可愛（鬼丸銀河[23]）
- 魔法少女毀滅者（尼克[24]）
- 在異世界獲得超強能力的我，在現實世界照樣無敵～等級提升改變人生命運～（黑泽）
- 屍體如山的死亡遊戲（裏井）
- 在無神世界裡進行傳教活動（皇帝）
- Dr.STONE 新石紀 NEW WORLD（伯勞[25]）
- 無職轉生II～到了異世界就拿出真本事～（路克·諾托斯·格雷拉特）
- 七魔劍支配天下（路德·嘉蘭德[26]）
- 堀與宮村 -piece-（中峰一也）
- Lv1魔王與獨居廢勇者（威爾）
- 黑暗集會（長山、町田響）
- AI電子基因（結城）
- 謊言遊戲（倉橋御門）
- 物之古物奇譚（凩）
- 我想成為影之強者！ 2nd season（哥德·金麥齊）
- 魔法使的新娘 SEASON2（艾薩克）
- 川越男子歌唱團（響春男[27]）
- 隊長小翼Season2 青少年篇（吉諾·赫南德茲[28]）
- B-PROJECT～熱烈＊Love Call～（大黑篤志）
- SPY×FAMILY間諜家家酒（情報商）
- 競速 OVERTAKE!（菊池祐志）
- 位於戀愛光譜極端的我們（白河健）

2024年
- 因為不是真正的夥伴而被逐出勇者隊伍，流落到邊境展開慢活人生 2nd（錫桑丹）
- 金屬口紅（伊甸·維洛克[29]）
- 福星小子 第2期（鴉天狗）
- 明治擊劍－1874－（藤田五郎[30]）
- 烈焰先鋒 救國的橘衣消防員（縱火犯男）
- 終末的火車前往何方？（善治郎[31]）
- 刀劍亂舞 廻 -虛傳 燃燒的本能寺-（蜂須賀虎徹[32]）
- 夜晚的水母不會游泳（水族館叔叔、山之內章太郎）
- 殺手寓言（佐藤明[33]）
- 夜櫻家大作戰（夜櫻辛三[34]）
- 老夫老妻重返青春（齋藤義明[35]）
- 花野井同學與戀愛病（黑江之紘[36]）
- 我的英雄學院 第7期（胖胖橡膠）
- 我回來了、歡迎回家（松尾秀人[37]）
- 【我推的孩子】 第2期（三田紀夫）
- 這是妳與我的最後戰場，或是開創世界的聖戰 Season II（加爾岡里[38]）
- 魔導具師妲莉亞永不妥協（依勒內歐·歐蘭多）
- 異世界失格（透[39]）
- 魔王軍最強的魔術師是人類（瓦爾提爾）
- 成為名留歷史的壞女人吧（威廉斯·阿諾德[40]）
- 刀劍神域外傳 Gun Gale Online II（M／阿僧祇豪志[41]）
- 2.5次元的誘惑（盛親）
- BLUE LOCK 藍色監獄 VS. U-20 JAPAN（劍城斬鐵[42]）
- 再見龍生，你好人生（アリスター）

2025年
- 青春特調蜂蜜檸檬蘇打（石森堅實）
- S級怪獸《貝希摩斯》被誤認成小貓，成為精靈女孩的騎士（寵物）一起生活（貝利爾）
- SAKAMOTO DAYS 坂本日常（鹿島[43]）
- 我獨自升級 第2期（坂東修輔）
- 炎炎消防隊 參之章（卡力姆·福拉姆[44]）
- 名偵探柯南（大川英明）
- 男女之間存在純友情嗎？（不，不存在！）（笹木老师）
- 真·侍傳 YAIBA（蝙蝠男）
- 完美到難以接近的聖女遭到解除婚約後被賣到鄰國（費爾南德·吉爾托尼亞[45]）
- 涅庫羅諾美子的宇宙恐怖秀（哈斯塔[46]）
- 黑化吧！聖女大人（席基[47]）
- 特裝合體機器人 Jobraver（乗務員ジョブロイド トラビス[48]）
- NYAIGHT OF THE LIVING CAT 活屍貓之夜（ケイスケ[49]）
- 殺手旅店（ロイ・マードック[50]）
- 轉生後的我成了英雄爸爸和精靈媽媽的女兒（羅威爾[51]）

### 劇場版動畫
- 銀魂劇場版 新譯紅櫻篇
- 劇場版 K MISSING KINGS（比水流）
- 劇場版蒼藍鋼鐵戰艦 DC（千早群像）
- 劇場版蒼藍鋼鐵戰艦 Cadenza（千早群像）
- 喬瑟與虎與魚群動畫版（松浦隼人）
- 讓我聽見愛的歌聲（后藤定行）

2021年
- Princess Principal Crown Handler 第2章（理察）

2023年
- Princess Principal Crown Handler 第3章（理察）

2024年
- 劇場版 BLUE LOCK 藍色監獄 -EPISODE 凪-（劍城斬鐵[52]）

2025年
- Princess Principal Crown Handler 第4章（理察[53]）
- IDOLiSH7-偶像星願- First BEAT! 劇場總集篇 前篇（大神萬理[54]）
- IDOLiSH7-偶像星願- First BEAT! 劇場總集篇 後篇（大神萬理[54]）

### OVA
2009年
- 黑執事（謝爾父親）
- 灼眼的夏娜S（男子高中生A）

2010年
- 聲優初體驗！（男子）
- 小雞之戀（淳平）

2016年
- 監獄學園（安堂麗治）
- 熊巫女（雨宿良夫）
- 高校星歌劇 第1期 OVA1（戌峰誠士郎）[55]
- 高校星歌劇 第1期 OVA2（戌峰誠士郎）[55]
- 在地下城尋求邂逅是否搞錯了什麼（鹿島·櫻花）

2018年
- 高校星歌劇 in 萬聖節 OVA3（戌峰誠士郎）[56]

2020年
- 排球少年！！陸VS空 (大將優)

### 網路動畫
2021年
- 極道主夫（雅）

2023年
- 關於我轉生變成史萊姆這檔事 柯里烏斯之夢（カール[57]）
- 鬼武者（海全[58]）

2024年
- GREAT PRETENDER razbliuto（林[59]）

### 遊戲
- 時間復興（瑪利蓮）2014
- 科學超電磁砲（西東颯太）
- JOJO的奇妙冒險 all star battle（喬納森·喬斯達）
- 無雙☆群星大會串（志貴）
- Ozmafia!!（Kyrie キリエ）2013
- 大正梅比烏斯線（千家伊織）2012
- 妖怪們的午飯（芹野真夏）
- 刀劍亂舞（蜂須賀虎徹）
- S.Y.K 〜新說西遊記〜（日语：S.Y.K 〜新説西遊記〜） 蓮咲伝（齊天大聖）2010
- 夢王國與沉睡中的100位王子殿下（利卡）
- 绯色流星（吉爾）
- IDOLiSH7（大神萬理）
- 刀劍神域（傑涅西斯）
- 王與異界騎士（沙利葉、圖靈、莫德雷德、洛基）
- ダウト～嘘つきオトコは誰？～（片桐桂馬）
- 監獄王子（瀧本陽介）
- 在茜色的世界中與君詠唱（明智光秀）
- 戰刻夜血（柿崎景家）
- 碧藍幻想（サビルバラ）
- 食之契約（天婦羅、巧克力、酸梅湯）
- 闇影詩章 (異界入侵者巴吉里斯）
- 魔法使與黑貓維茲（伊薩克·撒拉弗、伊亞迪爾·撒拉弗）
- 聖火降魔錄 英雄雲集（阿瑞斯、涅沙羅）2019
- 白貓Project (ガルガ）
- 戰國無雙5（上杉謙信）

### 外語配音
電視劇
- 愛卡莉
- 青蜂俠
- 左拉傳
- 24 第六季
- 玩偶特工
- 怪醫豪斯（羅伯·柴斯）
- 破天慌
- 4400

動畫
- 公主闖天關（麥戈 迪亞）
- 忍者龜之風雲再起電影版（多納太羅）

### Drama CD
- 0能者九條湊（九條湊）
- Re：笨蛋也能拯救世界？（藤堂凪）
- TIGER×DRAGON！（能登久光）
- 大小姐×執事！（日野秋晴）
- 王樣老師（綾部麗人）
- 兄弟鬥爭（朝日奈雅臣）
- 我老婆是學生會長！（和泉隼斗）
- 空色感染爆發（慎）
- 蒼藍鋼鐵戰艦（千早群像）
- 貓與我的星期五（芹沢未亜）
- 謊言X謊言（中津）
- 咖啡遇上香草（深見宏斗）

### BLCD
- 10DANCE（杉木信也）
- NightS（仲屋[60]）
- Nobody Knows無人明瞭的愛（迴[61]）
- SUPER LOVERS（黒崎十全）
- イエスタデイをかぞえて（椿武彦[62]）
- インテリ君の恋病（高垣昇太）
- かしこまりました、デスティニー side:Butler（宮内一郎[63]）
- かしこまりました、デスティニー side:Master（宮内一郎[63]）
- きみの目をみつめて（英奎吾、醫師[64]）
- キャンディミルク（上杉（兄）（[65]）
- ササクレ・メモリアル（矢嶋滋[66]）
- すみれびより（西澤浩一郎[67]）
- チョコストロベリーバニラ（峰岸克也[68]）
- フラッター（吉野耀）
- プレイゾーン〜肉食彼氏と快感天使〜（篠原幸史）
- ゆとり部下になめられています（梶山隆[69]）
- 不小心看見淫魔了（篠澤京晟[70]）
- 木嶋くんのキケンな学園祭 限定版CD付（立花壮祐）
- 王子殿下在身邊（佐原宏太郎[71]）
- 只有花知道（川端聡、男子学生B、会社員[72]）
- 只聞其聲不見其淚的雨濡之鴉（烏生田凛[73]）
- 四代目・大和辰之（小鹿望[74]）
- 生徒会役員の密かな謀（北谷映一）
- 吐息はやさしく支配する（芳野和以[75]）
- 因為魔王大人討厭他1、2、3（真王[76]）
- 如夢似真的愛表白（中村聰[77]）
- 宅宅的憂鬱（高垣昇太[78]）
- 估算錯誤的心（烏童隆之）
- 你的一切我都知道1、2（加賀清史[79]）
- 你的吻有謊言的味道1、2（槙尾聖[80]）
- 男公關白皮書～有點色色的他～（目黒鉄狼）
- 言いなり（本川剛彦[81]）
- 享用你的愛（俊成春文）
- 孤独な鷹は人恋しくて（西成勇誠[82]）
- 彼らの恋の行方をただひたすらに見守るCD「男子高校生、はじめての」〜第3弾 生徒会役員の密かな謀〜（北谷映一[83]）
- 花鳥風月1（黒井沢斗）
- 花鳥風月2、3（黒井沢斗[84]）
- 相愛えろ期（花江太郎[85]）
- 秋山くん（梶原[86]））
- 秋山くん-新装版- （秋山祐二[87]））
- 茅島氏的優雅生活 上、下（茅島澄人）
- 俺和上司的戀情（徳永親[88]）
- 純愛えろ期（花江太郎[89]）
- 寄養犬、輾轉夜1、2（新谷[90]）
- 喜歡的留到最後享用（諾亞[91]）
- 就是要和你相思相愛（源二）
- 無節操☆Bitch社 1、2（田村[92]）
- 發現美好戀情！（大杉善治[93]）
- 催眠術入門（安藤龍彦[94]）
- 愛の裁きを受けろ！（七雲陶也[95]）
- 愛はじ。─おつき愛はじめました─ vol.3（内海崎夏樹）
- 溫柔男子與殘酷本性（吉野桜次[96]）
- 嘘つき溺愛ダーリン（高遠晴久[97]）
- 碧の王子 Prince of Silva（加百列[98]）
- 鳴鳥不飛1、2、3、4（七原[99]）
- 黎明停息之雨（里村[100]）
- 學生奶爸情人 後宮篇（田中健斗[101]）
- 激情的甜蜜愛戀（鎌ヶ谷行広[102]）
- 錯位記憶（佐伯）
- 篠田新宿探偵事務所 case2.同い年の恋の場合（逢見隆浩）
- 雙重束縛1、2（瀨名智秋）

### 其他
- 第79回全國高等學校野球選手權大會（開會式司儀）

## 外部連結
- KeKKe Corporation官方網站的聲優簡介 （日語）
- オドロオドロック （页面存档备份，存于） （日語）－興津和幸的官方個人部落格。